# Lenguas ogoni
Las lenguas ogoni o kegboides son un conjunto de entre cinco y ocho lenguas que constituyen una rama de las lenguas Delta-Cross habladas por los ogoni del estado nigeriano de Rivers.

## Clasificación
La división en dos divisiones, con un grado limitado de inteligibilidad mutua entre las lenguas de cada división. Sin embargo, los ogoni se conciben a sí mismos como pueblos diferentes con lenguas diferentes.
La división oriental está formada por el khana y el tẹẹ, con cerca de un cuarto de millón de hablantes, el gokana o bodo con unos 100 mil. La división occidental está formada por el eleme, con unos 70 mil hablantes y el baan o goi. Otros autores añaden el nweol (gok), el tai, el yeghe y el norkana.

## Comparación léxica
Los numerales para diferentes lenguas ogoni son:
| GLOSA | Oriental    | Oriental | Occidental | PROTO- OGONI    |
| GLOSA | Gokana      | Khana    | Eleme      | PROTO- OGONI    |
| ----- | ----------- | -------- | ---------- | --------------- |
| '1'   | ɛ̃̀nɛ̃         | zĩ̀ː      | neɛ        | *-ɗĩ            |
| '2'   | bàː         | bàɛ̀      | ɔbɛrɛ      | *-ba            |
| '3'   | taː         | tàā      | ɔtaː       | *-tàː           |
| '4'   | tã́nĩ̀ ténì   | nìà      | ɛtaːle     | *-tã-nĩ         |
| '5'   | vòː         | òʔòː     | ewo        | *è-vòː          |
| '6'   | ɔ̀ːlɛ̀        | ìnìʔĩ̀    | ɛʔɔrɔ      |                 |
| '7'   | àlàbà àràbà | ɛ̀rɛ̀-bà   | aʔaraba    | *ɛ̀rà-ba         |
| '8'   | aːtáː àːtaː | ɛ̀rɛ̀-tàā  | aʔaːtaː    | *ɛ̀rà-tàː        |
| '9'   | sîːna òb    | ɛ̀rɛ̀-nìà  | esiraʔo    | *sirã ob        |
| '10'  | òb          | lòb      | aʔo        | *-lob (<*ɗ-ob?) |